# 유충돌
유충돌(1967년 2월 12일 ~)은 롯데 자이언츠의 전 야구 선수이며 입단 2년 째인 1991년 시범경기에서 결승홈런만 2개를 때렸으나 변화구 대처 능력에 약점을 보여  정작 정규시즌에서 이렇다할 활약을 보이지 못했고 급기야 91년 말 선수단 훈련에 두 차례 무단 불참하며 팀을 이탈하는 등 물의를 일으켜 92년 3월 임의탈퇴선수로 공시되어 은퇴해 '롯데 44번의 저주'를  벗어나지 못했다.

## 출신 학교
- 화순중학교
- 광주진흥고등학교
- 성균관대학교

## 같이 보기
- 1990년 롯데 자이언츠 시즌
- 1991년 롯데 자이언츠 시즌